# Маттеус, Марияна
Марияна Маттеус (серб. Marijana Mateus / Марияна Матеус, нем. Marijana Matthäus), урождённая Марияна Чолич (серб. Marijana Čolić, родилась 27 сентября 1971 года во Врбасе) — сербская предпринимательница, фотомодель, модельер, основательница и креативный директор брендов The Marijana Matthaeus Collection и Lux Uniforms.

## Биография
В детстве Марияна часто посещала вместе с матерью модные показы в Белграде.
В 1990 году, в возрасте 19 лет, Марияна занялась продажей обуви, открыв компанию «Obuća Metro», которой она руководила в течение 6 лет. В 1999 году она окончила бизнес-школу Лабин в Нью-Йорке. Также Марияна является дипломированным педагогом (степень бакалавра).
В 2003 году открыла свой первый магазин модной одежды «My Style» в Будапеште, в 2007 году — в Зальцбурге.
В 2006 году стала лицом рекламной кампании Samsung в преддверии чемпионата мира по футболу.
В 2009 году Марияна основала собственный модный лейбл Marijana Class (ныне The Marijana Matthaus Collection) и в том же году провела показ мод во время Белградской недели моды.
1 июня 2010 года представила коллекцию купальников. В показе принимали участие звёзды национальных конкурсов красоты в Сербии.
С 2010 года Марияна является владельцем предприятий Lux Uniforms, бренда деловых костюмов, а также Andaj, бренда модной верхней одежды. Бренды занимаются выпуском продукции для британского рынка. Впервые они были представлены официально СМИ и клиентам в отеле Вестбери (Лондон). 17 марта 2011 года Марияна организовала показ модной коллекции I Am Mariana в белградской гостинице «Москва», а в сентябре организовала показ коллекции Black & White World. В мае и декабре 2012 года в Нови-Саде, в здании Сербского народного театра состоялся показ новой модной коллекции The Flora Fashion Collection, а затем ещё один показ Allure Baroque в белградской гостинице «Москва».
Одежду дизайнера Марияны Маттеус носят такие звёзды Сербии, как Цеца, Милена Васич, Снежана Дакич, Саня Маринкович, Елена Йовичич, Весна Дедич, Катарина Раденкович и Ксения Миятович.
Также Марияна известна как писательница: в 2010 году вышла её первая книга «Амуаж».

## Личная жизнь
Марияна дважды была в браке: первым её мужем был Миодраг Костич, один из самых богатых людей Югославии, вторым — футболист Лотар Маттеус. От первого брака у Марияны трое детей.
У неё есть квартиры в Лондоне, Будапеште и Белграде. Она свободно владеет сербским, английским, итальянским, венгерским и немецким. Известна благодаря многочисленным благотворительным инициативам в поддержку нуждающимся женщинам и детям.